# Raphaël Zachille
Raphaël Zachille, né le 6 septembre 1932 à Basse-Terre et mort le 23 février 2023 à Eaubonne, est un musicien et chef d'orchestre français.

## Biographie
Raphaël Zachille est fils de Basile Zachille, un douanier de Basse-Terre. Émilien Antile, un autre musicien guadeloupéen, l’entendant jouer de la flûte, lui conseille de continuer de jouer dans les instruments à vent . Il choisit le saxophone alto et par peur des moqueries, l'apprend en cachette. Encouragé par Gérard La Viny, il se produit au d’Arbaud à Basse-Terre. Il devient chanteur dans les années 1950 dans l'orchestre Flamme Harmonieuse.
Il devient musicien des Lotus Jazz puis de Super Combo. En 1967, il reçoit le premier prix de la biguine classique pour Bel Matado la, l'histoire d'une belle femme avec un gendarme,. Cette chanson est interprétée par Gérard Valton. Il sort la même année Bel chien en moin qui évoque les émeutes de mai 1967 en Guadeloupe. Il compose avec Super Combo deux titres liés au football, Cygne noir bombardé yo et Coq la chanté cocorico.
Il quitte la Guadeloupe pour l'hexagone en 1976 et ouvre un salon de coiffure. Son ancien groupe chante alors Mwen domi dewo et lance la rumeur qu'il est devenu un sans-abri.
À la suite d'un AVC, il ne maitrise plus son instrument et décide progressivement de s'éloigner du milieu musical. Il décède des suites d'une maladie le 23 février 2023.

## Hommages
Le 23 février 2023, le musicien Jean-Max Mirval reprend Plis ki mès-lontan en hommage à Raphaël Zachille.